# Экранолёт

Макет аппарата ЭКИП

Экранолёт — летательный аппарат, так же, как и экраноплан, использующий экранный эффект (англ. ground effect) на малой высоте, но имеющий возможность лететь на больших высотах по принципу самолёта, не используя экранный эффект. По состоянию на 2021 год разработаны несколько проектов и созданы модели экранолётов, рабочий летательный аппарат не существует.
С термином «экранолёт» иногда возникает путаница, когда экранопланы ошибочно называют экранолётами.

## Принцип действия
Отличительной особенностью экранолета должна являться его способность летать на разных высотах (от нескольких метров до нескольких тысяч метров) с одинаковой нагрузкой при дальности порядка тысячи километров.
Требования к экранолёту для разных режимов полёта прямо противоположны: для экраноплана нужно широкое крыло особого профиля и плоский широкий фюзеляж, для самолёта — узкое крыло и узкий фюзеляж, поэтому сами разработчики аппаратов пишут: «Дело в том, что сделать машину, летающую не хуже хорошего самолёта, да ещё и умеющую летать на экране, никому ещё не удавалось.»

## История
Во второй половине XX века в разрабатывавшем экранопланы нижегородском ЦКБ по судам на подводных крыльях, руководимым тогда Р. Е. Алексеевым, создавались также проекты экранолётов, но ни один экранолёт тогда построен не был.
Проект экранолёта С-90 был создан в ОКБ Сухого. По проекту аппарат должен быть гибридным транспортным средством с двумя движителями — воздушной подушкой и воздушным винтом. Проектом предусмотрены три режима движения: парение на воздушной подушке, полёт на низкой высоте в режиме экраноплана (на «эффекте экрана»), полёт в самолётном режиме на высотах до 4000 м. Проект был представлен в 2000 году на гидроавиасалоне «Геленджик-2000». На 2015 год С-90 оставался в стадии разработки (выполнен рабочий проект).
Другой проект экранолёта — «Касатка-5». Это малый летательный аппарат полутандемной схемы с одним движителем — воздушным винтом, визуально похожий на гидросамолёт. Экранный эффект возникает только при очень низкой высоте полёта — 0,5 метра, это ограничивает полёты допустимой высотой волны не более 0,4 метра.
Ещё одна разработка, также не доведённая до рабочего образца — серия аппаратов ЭКИП. Это дисковидные летательные аппараты с несущим корпусом (корпус-крыло) и двумя движителями: посадочный движитель типа «воздушная подушка» и маршевые воздушные винты. Строго говоря, «ЭКИП» не является полноценным экранолётом, поскольку полёт на низкой высоте проводится с использованием посадочного движителя (как и у С-90).
В XXI веке созданы любительские проекты авиамоделей-экранолётов. Одна из таких авиамоделей, созданная в 2021 году, управляется компьютером, а расстояние до поверхности под аппаратом измеряется радаром. Человек не способен управлять аппаратом из-за чрезмерной сложности его пилотирования.

## Комментарии
1. ↑  Макаров, Ю. Высота — один метр. Полёт нормальный : [арх. 9 июля 2007] // Наука и жизнь : журн. — 2002. — № 3.